# Roberto Fernández
Roberto Eladio Fernández Roa (Asunción, 1954. július 9. – ) paraguayi válogatott labdarúgókapus. 

## Pályafutása

### Klubcsapatban
Pályafutását 17 évesen a River Plate Asunción csapatában kezdte, melynek a felnőttcsapatában 1973 és 1976 között játszott. 1976 és 1978 között az Espanyol játékosa volt. 1978-tól 1984-ig a Cerro Porteño csapatát erősítette. 1984 és 1986 között Kolumbiában a Deportivo Caliban játszott. 1988-ban a Club Libertad, 1989 és 1991 között a Cerro Porteño kapusa volt. 1991 és 1993 között a brazil Internacional kapuját védte. 1994-ben a Palmeiras együttesében szerepelt és bajnoki címet szerzett. 1995-ben hazatért a Cerro Porteño csapatához, ahol még két évig védett és 1997-ben, 43 évesen fejezte be a pályafutását. 

### A válogatottban
1976 és 1989 között 78 alkalommal szerepelt a paraguayi válogatottban. Tagja volt az 1979-es Copa Américán győztes válogatott keretének és részt vett az 1986-os világbajnokságon, ahol a paraguayiak összes mérkőzésén kezdőként kapott lehetőséget. Részt vett az 1983-as, az 1987-es és az 1989-es Copa Américán is.

## Sikerei, díjai
Cerro Porteño
- Paraguayi bajnok (2): 1990, 1996

SC Internacional
- Gaúcho bajnok (2): 1991, 1992
- Brazil kupagyőztes (1): 1992

Palmeiras
- Brazil bajnok (1): 1994
- Paulista bajnok (1): 1994

Paraguay
- Copa América győztes (1): 1979
- Copa América bronzérmes (1): 1983